# MAS 카고
MAS 카고(영어: MAS kargo)은 말레이시아 쿠알라룸푸르에 베이스를 둔 카고 운송회사로 북아메리카, 아시아, 유럽, 중동으로 정기 카고편을 운항하며 쿠알라룸푸르 국제공항을 메인 베이스 공항으로 사용하며 그 밖의 허브 공항은 페낭 국제공항이 있으며 계열사는 1947년에 설립한 말레이시아의 최대 항공사인 말레이시아 항공이 있으며 또한 전세 항공편도 운항하고 있다.

## 역사
1972년 말레이시아 항공의 자회사인 전문 화물 항공사를 설립했고 이듬해 30,000톤의 화물을 처리했다. 1997년 4월 보잉 747-200F를 도입했다. 2007년 3월 기준으로 1000여명의 직원을 거두고 있으며 새로운 고급 화물센터와 화물 시설에서 백만 톤까지 수용하고 있다. 2010년 공식적인 신도색으로 채택하기로 결정했으며 새로 도입된 기종인 에어버스 A330-200F에 적용했다.

## 운항 노선
- 2020년 5월 기준으로 MAS 카고는 다음과 같은 노선을 운항하고 있다.[7]

## 보유 기종
- 2017년 8월 기준으로 MAS 카고는 다음과 같은 기종을 보유하고 있다.

## 사진

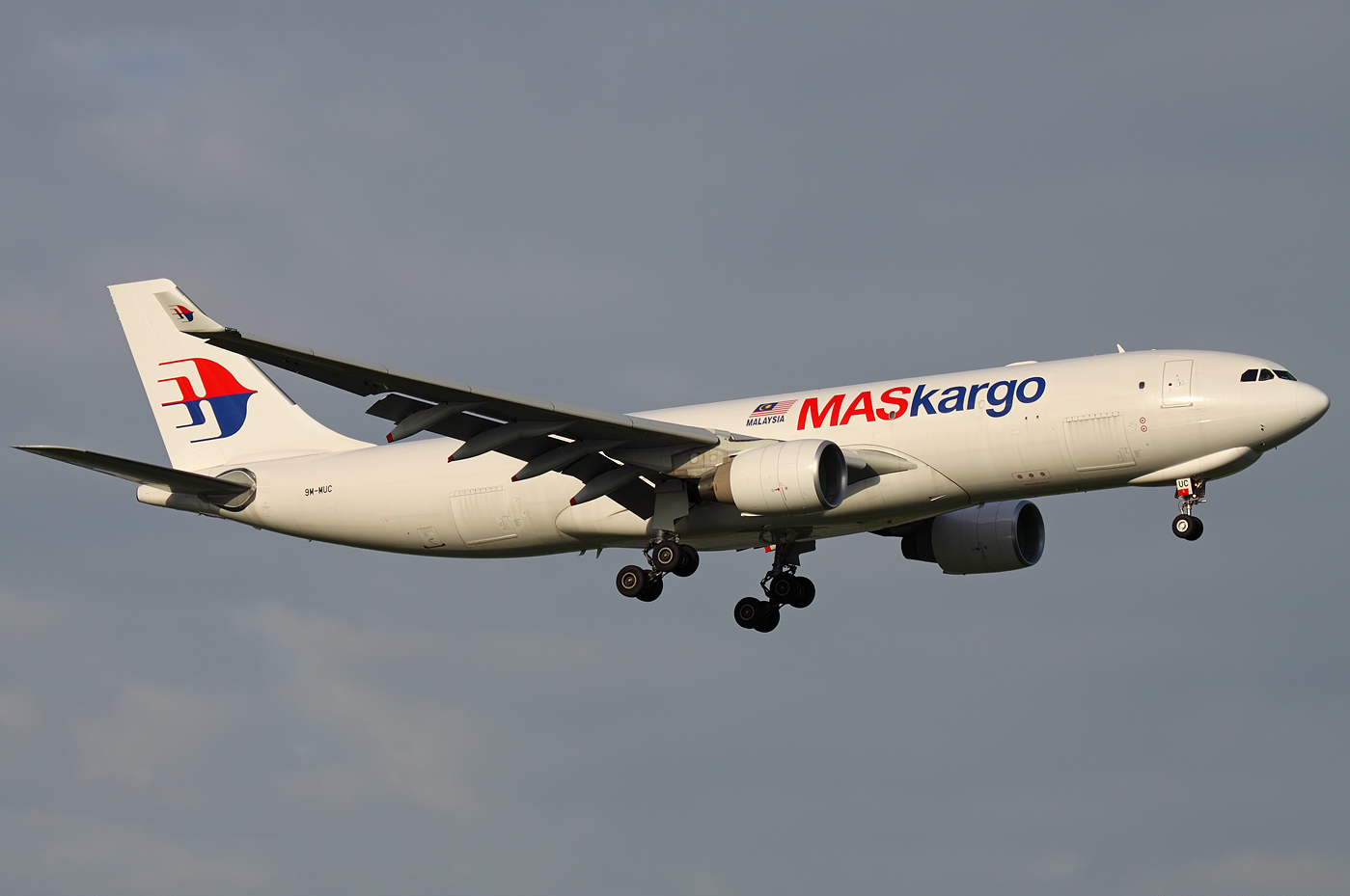
MAS 카고의 에어버스 A330-200F
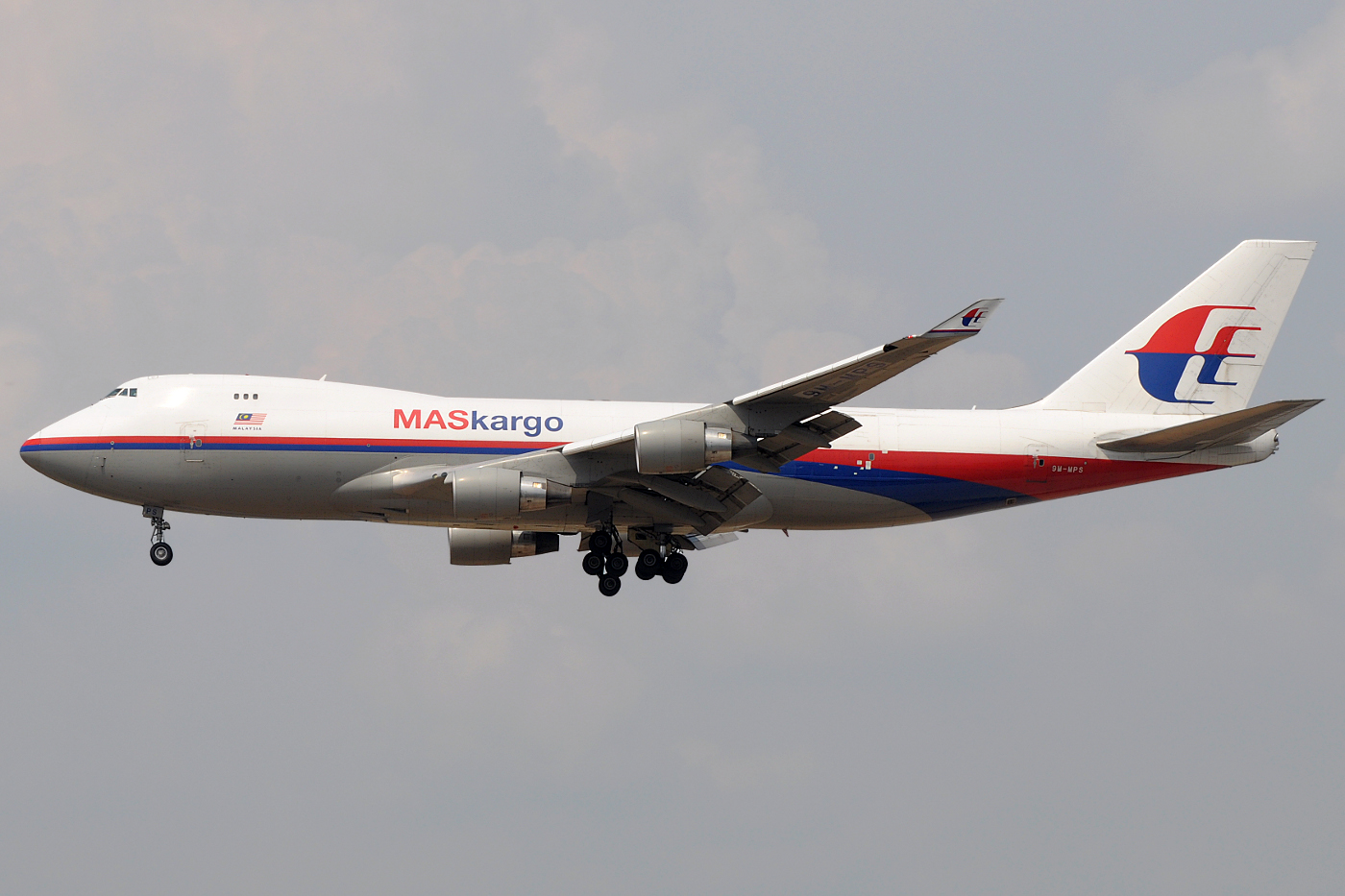
MAS 카고의 보잉 747-400F 구도색
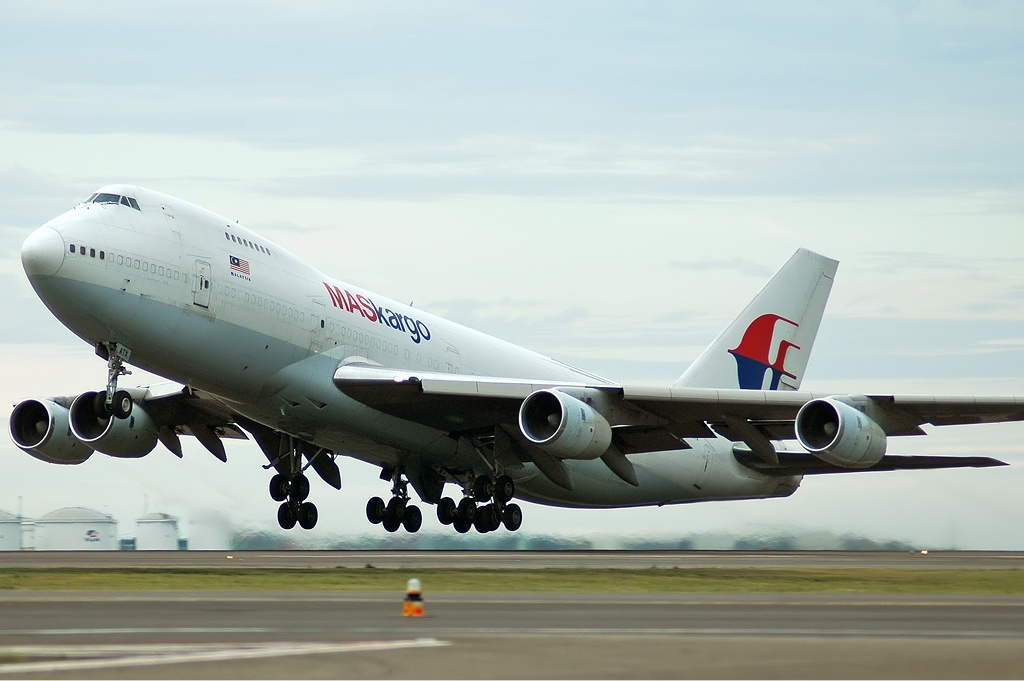
MAS 카고의 보잉 747-200SF

## 같이 보기
- 말레이시아 항공